# Fruhstorferiola tonkinensis
Fruhstorferiola tonkinensis är en insektsart som först beskrevs av Willemse, C. 1921.  Fruhstorferiola tonkinensis ingår i släktet Fruhstorferiola och familjen gräshoppor. Inga underarter finns listade i Catalogue of Life.